# 本埜村
本埜村（日语：／ Motono mura */?）是千葉縣印旛郡的一村。已於2010年3月23日併入印西市。